# Progetto Zveno
Il progetto Zveno (in russo Звено?, letteralmente "catena" ma anche "sezione di una squadriglia di aerei") fu un progetto sviluppato negli anni trenta in Unione Sovietica relativamente al concetto di aereo da caccia parassita.
Il progetto prese origine da un'idea di Vladimir Sergeevič Vachmistrov, ingegnere aeronautico presso il "NII VVS KA" , e diede origine ad un sistema che trovò impiego operativo, per un breve lasso di tempo, nel corso della Grande Guerra Patriottica nel 1941.

## Storia del progetto
Nel corso degli anni trenta Vladimir Vachmistrov propose l'idea di utilizzare un aliante in funzione di bersaglio per l'addestramento dei piloti da caccia, in quanto strumento relativamente economico.

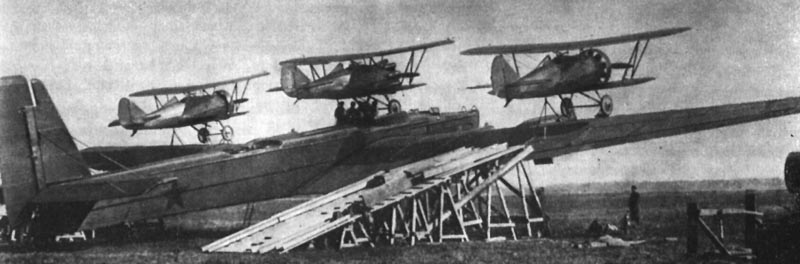
Lo Zveno-2: un TB-3 e tre I-5.

L'idea venne concretizzata realizzando un aliante che fosse possibile trasportare sull'estradosso dell'ala di un Polikarpov R-1, versione costruita in Unione Sovietica del britannico Airco DH.9A; l'aliante, una volta in quota, sarebbe stato rilasciato dall'aereo madre e, compiendo evoluzioni di volo, avrebbe costituito per gli allievi piloti un bersaglio maggiormente impegnativo di quanto potesse essere un bersaglio trainato.
Lo schema di trasporto del velivolo ed il sistema di sgancio in quota furono replicati da Vachmistrov per sviluppare l'idea di utilizzare un aereo di grandi dimensioni per trasportarne uno più piccolo per un lungo tragitto, eventualmente in territorio nemico; l'aereo più piccolo avrebbe potuto fungere da difesa per quello più grande, impiegato a sua volta nel ruolo di bombardiere, oppure essere utilizzato come aereo da attacco al suolo contro obiettivi non raggiungibili in modo autonomo. Il rientro alla base dei velivoli, almeno nella concezione iniziale del progetto, sarebbe avvenuto separatamente.
L'idea di Vachmistrov venne sottoposta ai vertici della V-VS ed ottenne l'approvazione del Generale Yakov Alksnis, all'epoca comandante dell'aviazione sovietica; lo TsAGI fu incaricato di svolgere i calcoli progettuali e l'aeroporto di Monino, distante circa 40 chilometri da Mosca venne prescelto per lo svolgimento delle prove di volo.

## Tecnica
La soluzione iniziale, definita Z-1, prevedeva l'impiego del bombardiere bimotore TB-1 nel ruolo di aereo madre e di due caccia monomotore I-4 in funzione di aerei parassiti; secondo una delle fonti, i due biplani da caccia erano di una versione appositamente realizzata (definita "I-4Z"), contraddistinta dall'apertura alare ridotta rispetto agli esemplari di serie. Una variante di questa medesima configurazione (Z-1a) contemplò l'utilizzo del TB-1 e di due Polikarpov I-5.
I due aerei parassiti erano collegati al più grande aereo madre in tre punti ciascuno: due punti erano costituiti da ganci che univano l'ala del bombardiere all'asse del carrello dei caccia mentre il terzo punto di attacco era rappresentato da una struttura tubolare a trepiede che partiva, ancora una volta, dall'ala del bombardiere per agganciare la parte inferiore del tronco di coda dei due caccia. La manovra di rilascio dai due punti di aggancio anteriori era di competenza dei piloti del bombardiere mentre quella dal gancio posteriore competeva al pilota del caccia.
Il secondo passo del progetto fu rappresentato dall'impiego di un terzo parassita collegato al bombardiere mediante una piattaforma disposta nella zona centrale, al di sopra della fusoliera; la combinazione di velivoli (definita Z-2) era costituita in questo caso da un quadrimotore TB-3 (nella versione "4 M-17") e da tre I-5.
In seguito furono ipotizzate ulteriori variazioni della combinazione di velivoli ma anche diversi punti di collegamento tra i due tipi di velivolo: così la versione Z-3 dello "Zveno" prevedeva l'uso di due caccia Grigorovich I-Z agganciati uno sotto ciascuna semiala del TB-3, anche se pare che tale combinazione non abbia dato vita ad alcuna sperimentazione pratica.

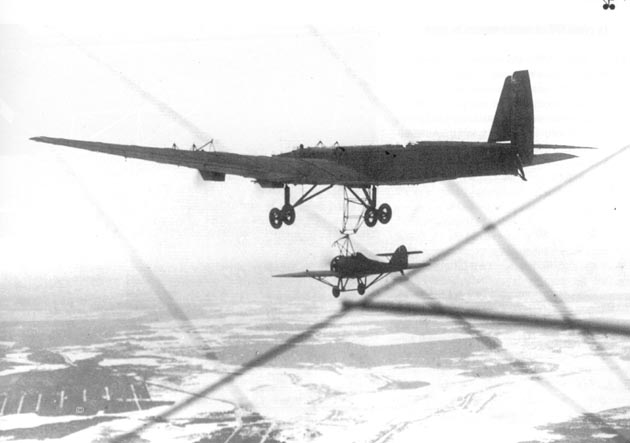
La combinazione Zveno-5 ripresa in volo.

Con la variante Z-5 si passò ad un diverso sistema di aggancio e sgancio del parassita, realizzato in modo tale che entrambe le operazioni (e non solo quella di rilascio) potessero essere compiute in volo: in questo caso una struttura tubolare, ripiegabile sotto il ventre, pendeva tra le ruote del TB-3 come un trapezio, permettendo l'aggancio ed il rilascio in volo di un caccia I-Z la cui fusoliera era sormontata da una seconda struttura tubolare dotata di gancio.
Il passo successivo, indicato come Z-6, riprese la soluzione sperimentata con lo Z-3 dell'aggancio dei caccia parassiti al di sotto dell'ala del TB-3: in questo caso, collegati tramite strutture tubolari rigide, i caccia erano due Polikarpov I-16, ancora una volta uno sotto ciascuna semiala.
Una variante dello Z-6 prevedeva l'utilizzo di due I-16 della versione SPB, armati con una bomba da 250 kg FAB-250. Questa variante, descritta anche come SPB Zveno o Z-6SPB, prevedeva per i parassiti missioni di attacco e non da caccia di scorta.
Al di fuori del processo di sviluppo inizialmente previsto, venne sperimentata una combinazione di sei diversi velivoli che venne battezzata "Aviamatka" (dal russo, Авиаматка cui le fonti attribuiscono il significato di "aereo madre"): si trattava di una formazione composta da un bombardiere TB-3 che portava sull'estradosso alare due caccia I-5 e due I-16 sotto le ali; una volta in volo a questa formazione, si sarebbe aggiunto un caccia I-Z agganciato sotto la fusoliera tramite le due strutture tubolari "a trapezio" e "a uncino" già sperimentate nella versione 5 dello Zveno.
L'ultima combinazione di velivoli sperimentata in ordine cronologico diede vita allo Z-7: evoluzione delle due che la precedettero, vedeva ancora una volta il bombardiere TB-3 (in questo caso nella versione 4AM-34RN) nel ruolo di aereo madre, mentre i caccia parassiti erano tre I-16 agganciati due sotto le ali (direttamente all'atto del decollo) e uno sotto la fusoliera (agganciato in un secondo momento dopo aver decollato autonomamente).

## Impiego operativo
Il primo volo di una combinazione Zveno avvenne da Monino il 3 dicembre del 1931; i piani prevedevano che Vachmistrov, l'ideatore del progetto, sedesse a fianco del pilota (A.I. Zalevski, già pilota collaudatore degli aerei prodotti dallo TsAGI, all'epoca guidato da Andrej Nikolaevič Tupolev). Vachmistrov avrebbe dovuto eseguire le sequenze di sgancio dei caccia dall'aereo madre ma, durante le ultime fasi preparatorie prima del decollo, il responsabile dell'aeroporto decise che il posto del "secondo pilota" doveva essere occupato da un addetto fornito della necessaria licenza. La scelta, per quanto giustificabile, determinò un repentino cambiamento ed il pilota prescelto (A.R. Sharapov) fu istruito solo al momento circa le manovre da porre in atto.
Seppur coadiuvato a distanza da Vachmistrov, Sharapov si lasciò prendere dall'emozione del momento e rilasciò il carrello del caccia posto sull'ala destra senza lasciare il tempo al suo pilota di sganciare il punto d'attacco nella fusoliera. Sull'altra ala il caccia I-4 era stato rilasciato correttamente e per alcuni istanti il TB-1 volò in una configurazione che si temeva non potesse reggere. Dopo qualche momento la separazione dei due aerei venne completata ed il test si concluse felicemente con il successivo atterraggio dei tre aerei separatamente. I piloti dei tre velivoli e Vachmistrov furono premiati per l'avvenimento con l'assegnazione dell'Ordine della Stella rossa.

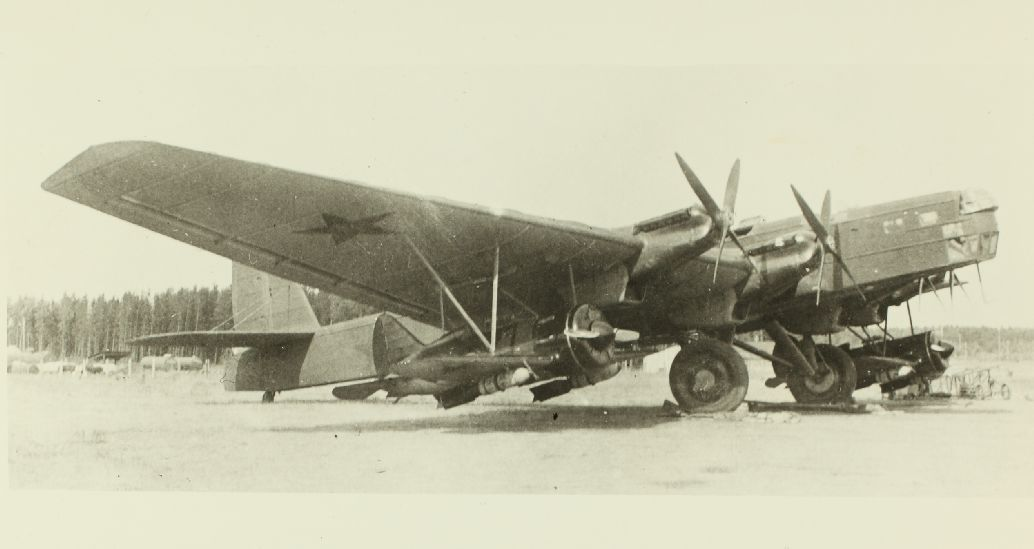
La Zveno-6SPB fu l'unica combinazione ad avere impiego operativo, nel corso della seconda guerra mondiale.

Nel mese di settembre del 1933 venne sperimentata la soluzione Z-1a mentre nell'agosto del 1934 fece la propria comparsa la versione Z-2 con il più recente bombardiere TB-3.
Nella primavera del 1935 fu completato il primo aggancio dello Z-5, preceduto da una lunga serie di voli di prova durante i quali i due piloti (rispettivamente del TB-3 e del caccia I-Z) impararono a coordinare il volo per compiere la manovra di aggancio del caccia al trapezio pendente al di sotto della fusoliera del bombardiere. La manovra venne portata a termine per la prima volta il giorno 23 di marzo.
Meno di cinque mesi dopo, prima della fine di agosto, volò la combinazione Z-6 con la quale il TB-3 decollava con due caccia I-16 appesi sotto le ali; in una successione temporale che andava accorciandosi, nel mese di novembre fu sperimentata la configurazione "Aviamatka", sbalorditiva per la sua complessa combinazione di sei velivoli di quattro tipi differenti.
Vachmistrov era entusiasta per i risultati raggiunti e diede avvio al progetto per un nuovo bombardiere (gigantesco e privo di impennaggio) e del relativo caccia di scorta (una variante del Polikarpov I-17) contando di ottenere il supporto della V-VS. Tuttavia nel corso del 1937 i vertici dell'aviazione furono oggetto delle grandi purghe staliniane; tra le vittime del terrore vi fu il generale Yakov Alksnis, che aveva dato l'iniziale approvazione al "Progetto Zveno", e Vachmistrov dovette rinunciare ai propri progetti originali e proseguire le sperimentazioni utilizzando velivoli già in produzione.
Nel luglio del 1937 venne sperimentata la variante Z-6SPB i cui I-16 portarono a termine con ottimi risultati una missione simulata di attacco ad un cacciatorpediniere; l'ultima versione dello Zveno, la Z-7, fu sperimentata nel novembre del 1939, quando la seconda guerra mondiale aveva già avuto inizio e quando ormai alcuni OKB avevano già messo in cantiere progetti relativi ad aerei da caccia a lungo raggio, capaci di scortare i bombardieri senza dover ricorrere a sistemi complicati; questi nuovi caccia avrebbero finito per rendere definitivamente inutile ogni ulteriore sperimentazione riguardante lo Zveno, segnando la fine di un progetto durato poco meno di dieci anni.
In ogni caso il progetto Zveno trovò applicazione operativa: secondo alcuni nei primi mesi del 1940 la V-VS decise di creare un'unità da combattimento che realizzasse l'idea originaria: vennero approntati sei TB-3 (nella variante 4AM-34RN) e dodici I-16SPB che furono schierati in una base presso Eupatoria, nella penisola di Crimea e dopo l'attacco tedesco impiegati a supporto della Flotta del Mar Nero nella difesa di Sebastopoli.
Altri attribuiscono l'impiego di tali velivoli direttamente alla Voenno-morskoj flot, mediante la formazione di un reparto composto con TB-3 provenienti dalla 63ª Divisione bombardieri e I-16 forniti dal 32º Reggimento caccia.
La prima missione degli Zveno ebbe luogo il 1º agosto del 1941, quando due TB-3 trasportarono quattro I-16SPB verso la città rumena di Costanza: durante questa missione i piccoli caccia-bombardieri distrussero completamente un bacino galleggiante, attaccarono diverse navi militari e compirono un attacco alle raffinerie di petrolio di Ploiești
.
Nei giorni successivi gli Zveno attaccarono a più riprese sia il porto di Costanza che il ponte sul Danubio presso Cernavodă: il sito, già attaccato invano con azioni portate da bombardieri Petlyakov Pe-2 e Ilyushin Il-4, fu preso di mira una prima volta da quattro I-16SPB, che colpirono il pilone centrale con l'oleodotto e la sua stazione di pompaggio costiera, ed una seconda volta da sei aerei che distrussero completamente la linea ferroviaria. Durante questi attacchi le formazioni sovietiche vennero intercettate a più riprese dai Messerschmitt Bf 109 e dagli IAR 80 della Forțele Aeriene Regale ale României, dando vita a combattimenti che portarono all'abbattimento di alcuni degli I-16 coinvolti.
L'ultima delle circa trenta missioni di combattimento di una formazione Zveno fu effettuata il 22 ottobre del 1941 in Crimea, nella zona dell'istmo di Perekop ma il contrasto da parte della Luftwaffe costrinse gli I-16 a sganciarsi con largo anticipo rispetto al bersaglio previsto per procedere, più speditamente ed agilmente, in modo autonomo; successivamente i TB-3 vennero trasferiti presso basi situate oltre le montagne del Caucaso.

## Versioni
Tabella riepilogativa delle combinazioni di velivoli che componevano gli Zveno
| Combinazione | Aereo madre  | Parassita estradosso | Parassita intradosso   | Parassita dorsale | Parassita ventrale |
| Zveno-1      | Tupolev TB-1 | nº2 Tupolev I-4      | -                      | -                 | -                  |
| Zveno-1a     | Tupolev TB-1 | nº2 Polikarpov I-5   | -                      | -                 | -                  |
| Zveno-2      | Tupolev TB-3 | nº2 Polikarpov I-5   | -                      | Polikarpov I-5    | -                  |
| Zveno-3      | Tupolev TB-3 | -                    | nº2 Grigorovich I-Z    | -                 | -                  |
| Zveno-5      | Tupolev TB-3 | -                    | -                      | -                 | Grigorovich I-Z    |
| Zveno-6      | Tupolev TB-3 | -                    | nº2 Polikarpov I-16    | -                 | -                  |
| Zveno-6SPB   | Tupolev TB-3 | -                    | nº2 Polikarpov I-16SPB | -                 | -                  |
| Zveno-7      | Tupolev TB-3 | -                    | nº2 Polikarpov I-16    | -                 | Polikarpov I-16    |
| Aviamatka    | Tupolev TB-3 | nº2 Polikarpov I-5   | nº2 Polikarpov I-16    | -                 | Grigorovich I-Z    |

## Utilizzatori
Unione Sovietica
- Voenno-morskoj flot
- Voenno-vozdušnye sily SSSR

### Annotazioni
1. ↑  "Naučno-Issledovatel’skij Institut Voenno-Vozdušnyh Sil Krasnoj Armii", in russo Научно-Исследовательский Институт Военно-Воздушных Сил Красной Армии?, "Istituto di ricerca dell'aeronautica militare dell'Armata Rossa"
2. ↑  La sigla viene indicata da fonti diverse con il significato di "Скоростной Пикирующий Бомбардировщик", traslitterato in "Skorostnoj Pikiruûŝij Bombardirovŝik", cioè "bombardiere a tuffo veloce" oppure con quello di "Составной Пикирующий Бомбардировщик", traslitterato in "Sostavnoj Pikiruûŝij Bombardirovŝik", vale a dire "bombardiere a tuffo composito"
3. ↑  Le città di Costanza e Ploiești distano tra loro circa 300 km; l'attacco "alla raffineria" è riportato da una sola delle fonti reperite. Nei giorni successivi ulteriori attacchi sulla città di Costanza riportano danni "all'oleodotto" che congiunge la città alle raffinerie situate nel centro estrattivo di Ploiești

### Fonti
1. 1 2 3 4 5 6 7 8 9 10 11 12 13  Nemecek, 1986, p. 34.
2. 1 2 3 4 5 6 7 8 9 10 11 12 13 14 15  Gordon e Gunston, 2000, p. 205.
3. 1 2 3  Winchester, 2005, p. 241.
4. 1 2 3 4  Winchester, 2005, p. 240.
5. 1 2 3  Nemecek, 1986, p. 35.
6. 1 2 3 4 5 6 7 8  Gordon e Gunston, 2000, p. 206.
7. ↑  Nemecek, 1986, p. 36.
8. 1 2 3 4 5 6  Gordon e Khazanov, 1999, p. 144.
9. 1 2 3 4 5 6 7 8 9 10  Nemecek, 1986, p. 38.
10. 1 2 3 4 5 6 7 8 9  Stapfer, 1996, p. 17.
11. 1 2 3 4  Gordon e Gunston, 2000, p. 207.

### Pubblicazioni
- (EN) Hans-Heiri Stapfer, Polikarpov Fighters pt.2, in Aircraft In Action, Aircraft Number 162, Carrollton, TX, USA, Squadron/Signal Publication Inc., giugno 1996,  pp. 15-18, ISBN 978-0-89747-355-2.